# نیناویو (کلرادو)
نیناویو (به انگلیسی: Ninaview) یک منطقهٔ مسکونی در ایالات متحده آمریکا است که در شهرستان بنت، کلرادو واقع شده‌است. نیناویو ۱٬۳۵۱ متر بالاتر از سطح دریا واقع شده‌است.